# Saint-Georges-de-Poisieux
 Saint-Georges-de-Poisieux  es una población y comuna francesa, situada en la región de  Centro, departamento de Cher, en el distrito de Saint-Amand-Montrond y cantón de Saulzais-le-Potier.

## Demografía
| 341 | 308 | 292 | 302 | 373 | 357 |
| Para los censos de 1962 a 1999 la población legal corresponde a la población sin duplicidades (Fuente: INSEE [Consultar]) |     |     |     |     |     |